# 21416 Sisichen
A 21416 Sisichen (ideiglenes jelöléssel 1998 FN70) a Naprendszer kisbolygóövében található aszteroida. A LINEAR projekt keretében fedezték fel 1998. március 20-án.